# Eracleone
Eracleone (fl. II secolo) è stato un maestro gnostico del secondo secolo d.C., seguace del vescovo gnostico Valentino (II secolo) e fondatore della scuola degli Eracleoniti .
In accordo con il suo maestro Valentino Eracleone afferma che gli uomini hanno una triplice natura: sono tutti terreni per la loro comune discendenza da Adamo ma alcuni sono differenti perché hanno ricevuto una natura psichica dal Demiurgo e tra gli psichici solo alcuni hanno una natura spirituale a loro attribuita da Sophia:
Secondo Eracleone vi sono nella Bibbia tre periodi che corrispondono all'età degli uomini:
- periodo ilico (o terreno) nel Vecchio Testamento (da Adamo a Mosè),
- periodo psichico, (da Mosè a Cristo),
- periodo spirituale (o pneumatico) nel Nuovo Testamento

Di lui ci sono giunti numerosi frammenti, a volte abbastanza estesi, di un suo Commento al Vangelo secondo Giovanni, riportati da Origene nel suo commento al Vangelo di Giovanni al fine di confutarlo. Per quanto possiamo ricavare da questi frammenti superstiti, si tratta di un'opera, alla pari dell'Epistola a Flora di Tolomeo, destinata perciò ad un grande pubblico e scritta con particolare attenzione. L'interpretazione del vangelo di Giovanni è compiuta con metodo esclusivamente allegorico. 